# Simulium annuliforme
Simulium annuliforme es una especie de insecto del género Simulium, familia Simuliidae, orden Diptera.
Fue descrita científicamente por Rubtsov en 1962.